# Megacampeonato de AAA
El Megacampeonato de AAA es un campeonato mundial de lucha libre profesional creado y utilizado por la compañía mexicana Lucha Libre AAA Worldwide (AAA). El campeonato fue creado en la segunda mitad de 2007 a partir de los títulos menores que poseen los otros luchadores de AAA, para formar un solo título mundial. Fuera de México este campeonato es referido como el AAA World Heavyweight Championship (Campeonato Mundial Peso Pesado de AAA). El campeón actual es El Hijo del Vikingo, quien se encuentra en su segundo reinado.
Es el primer campeonato en actividad de mayor antigüedad dentro de la compañía y se presenta como el de mayor prestigio. Los combates por el campeonato suelen ser el main event de los eventos pago por visión (PPV) de la empresa — incluido Triplemanía, el evento más importante de la AAA. De las 10 ediciones del evento desde la creación de este campeonato, en una ocasión una lucha por el mismo ha cerrado el evento.
Entre 1993 y 2007, AAA utilizó el Campeonato Mundial de Peso Completo de la IWC como campeonato máximo, abandonándolo días antes de la creación del Megacampeonato de AAA, único campeonato mundial dentro de la compañía en la actualidad. El título ha sido defendido en los Estados Unidos a través de la relación de trabajo de AAA con All Elite Wrestling (AEW) y Major League Wrestling (MLW).

## Historia
El título se estableció en 2007 a través de un único torneo de eliminatorias, denominado Torneo de Campeón de Campeones, que unificó efectivamente el Campeonato Mundial de Peso Completo de la IWC (IWC), el Campeonato Súper-X Monster de la GPCW (GPCW), el Campeonato Nacional de Peso Completo y el Campeonato Mundial de Peso Semicompleto de la UWA de la Asociación Universal de Lucha Libre (UWA) .

### Unificación de títulos máximos independientes
Los MegaCampeones que han obtenido esta presea han demostrado ser los más grandes luchadores mundiales.
El torneo para coronar al primer megacampeón incluyó 4 campeones y 4 retadores número 1 a los títulos. 
El cinturón unifica los siguientes campeonatos:
- Campeonato Mundial de Peso Completo de la IWC
- Campeonato Súper-X Monster de la GPCW
- Campeonato Nacional de Peso Completo - Comisión de Box y Lucha Libre de México, D.F.
- Campeonato Mundial de Peso Semicompleto de la UWA

## Torneo para coronar al primer campeón
|  | Primera ronda              | Primera ronda              | Primera ronda              |          |   | Semifinales | Semifinales | Semifinales |  |           | Final     | Final | Final |  |
|  |                            |                            |                            |          |   |             |             |             |  |           |           |       |       |  |
|  |                            |                            |                            |          |   |             |             |             |  |           |           |       |       |  |
|  | Ricky Banderas "El Mesías" | Ricky Banderas "El Mesías" | W                          |          |   |             |             |             |  |           |           |       |       |  |
|  | Ricky Banderas "El Mesías" | Ricky Banderas "El Mesías" | W                          |          |   |             |             |             |  |           |           |       |       |  |
|  | La Parka                   |                            |                            |          |   |             |             |             |  |           |           |       |       |  |
|  |                            | Ricky Banderas "El Mesías" | Ricky Banderas "El Mesías" | W        |   |             |             |             |  |           |           |       |       |  |
|  |                            |                            |                            | W        |   |             |             |             |  |           |           |       |       |  |
|  |                            |                            | Charly Manson              |          |   |             |             |             |  |           |           |       |       |  |
|  | Kenzo Suzuki               |                            |                            |          |   |             |             |             |  |           |           |       |       |  |
|  |                            |                            |                            |          |   |             |             |             |  |           |           |       |       |  |
|  | Charly Manson              | Charly Manson              | W                          |          |   |             |             |             |  |           |           |       |       |  |
|  | Charly Manson              | Charly Manson              | W                          |          |   |             |             |             |  | El Mesías | El Mesías | W     |       |  |
|  |                            |                            |                            |          |   |             |             |             |  | El Mesías | El Mesías | W     |       |  |
|  |                            |                            | Chessman                   |          |   |             |             |             |  |           |           |       |       |  |
|  | Cibernético                | Cibernético                | W                          |          |   |             |             |             |  |           |           |       |       |  |
|  | Cibernético                | Cibernético                | W                          |          |   |             |             |             |  |           |           |       |       |  |
|  | Mr. Niebla                 |                            |                            |          |   |             |             |             |  |           |           |       |       |  |
|  |                            | Cibernético                |                            |          |   |             |             |             |  |           |           |       |       |  |
|  |                            |                            |                            |          |   |             |             |             |  |           |           |       |       |  |
|  |                            |                            | Chessman                   | Chessman | W |             |             |             |  |           |           |       |       |  |
|  | Chessman                   | Chessman                   | Chessman                   | Chessman | W | W           |             |             |  |           |           |       |       |  |
|  | Chessman                   | Chessman                   |                            |          |   |             |             |             |  |           |           |       |       |  |
|  | El Zorro                   |                            |                            |          |   |             |             |             |  |           |           |       |       |  |
|  |                            |                            |                            |          |   |             |             |             |  |           |           |       |       |  |
|  |                            |                            |                            |          |   |             |             |             |  |           |           |       |       |  |

1. ↑  Campeón Mundial de Peso Completo de la IWC.
2. ↑  Campeón Súper-X Monster de la GPCW.
3. ↑  Campeón Nacional de Peso Completo.
4. ↑  Campeón Mundial de Peso Semicompleto de la UWA.

## Nombres
| Nombre                           | Años                                       |
| -------------------------------- | ------------------------------------------ |
| Mexican Heavyweight Championship | 18 de junio de 2011 — 18 de marzo de 2012  |
| Megacampeonato de AAA            | 16 de septiembre de 2007 — presente        |
| Tricampeonato de AAA             | 19 de marzo de 2017 — 1 de octubre de 2017 |

## Campeones

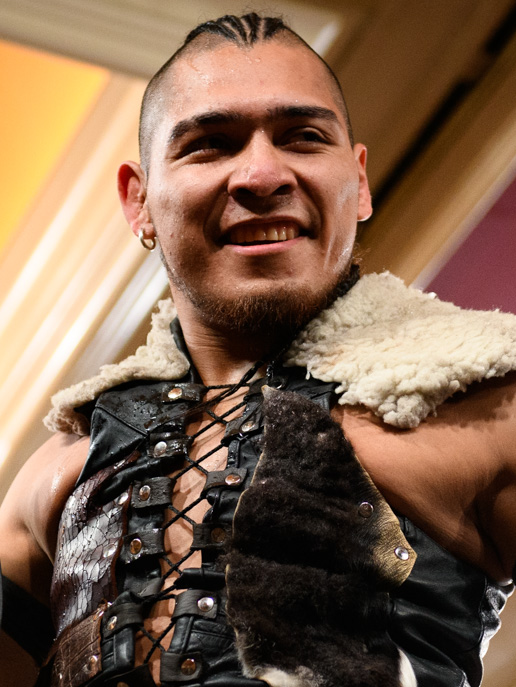
El campeón actual, El Hijo del Vikingo.

El Megacampeonato de AAA es el campeonato máximo de la empresa, creado en 2007 en reemplazo del Campeonato Mundial de Peso Completo de la IWC. El campeón inaugural fue El Mesías, quien derrotó a Chessman en la final de un torneo en el evento Verano de Escándalo y desde esto, ha habido 13 distintos campeones oficiales, repartidos en 22 reinados en total. Además, el campeonato ha sido declarado vacante en cuatro ocasiones a lo largo de su historia. El Mesías, Jeff Jarrett, Johnny Mundo, Kenny Omega y Nic Nemeth son los cinco luchadores no mexicanos que han ostentado el título.
El reinado más largo en la historia del título le pertenece a El Hijo del Vikingo, quien mantuvo el campeonato por 833 días en su primer reinado. Por otro lado, Jeff Jarrett posee el reinado más corto en la historia del campeonato, con 83 días con el título en su haber.
En cuanto a los días en total como campeón (un acumulado entre la suma de todos los días de los reinados individuales de cada luchador), El Texano Jr. también posee el primer lugar, con 1097 días como campeón entre sus dos reinados. Le siguen El Hijo del Vikingo (833 días en su único reinado), Kenny Omega (765 días en su único reinado), El Mesías (721 días en sus cuatro reinados), y El Patrón Alberto (624 días en sus dos reinados). Además, cuatro luchadores fueron campeones durante más de un año de manera ininterrumpida: El Hijo del Vikingo (833 días), Kenny Omega (765 días), El Texano Jr. (736 días) y Fénix (420 días).
El campeón más joven en la historia es El Hijo del Vikingo, quien a los 24 años y 219 días derrotó a Bandido, Bobby Fish, Jay Lethal y Samuray del Sol en Triplemania Regia II. En contraparte, el campeón más viejo es Dr. Wagner Jr., quien a los 48 años y 27 días derrotó a Electroshock el 12 de marzo de 2010 en Rey de Reyes. En cuanto al peso de los campeones, Electroshock es el más pesado con 119 kilogramos, mientras que El Hijo del Vikingo es el más liviano con 71 kilogramos.
Por último, El Mesías es el luchador con más reinados, ya que poseen 4, es seguido por Dr. Wagner Jr. (3), El Texano Jr., Jeff Jarrett, El Patrón Alberto y El Hijo del Vikingo (2).

### Campeón actual
El actual campeón es El Hijo del Vikingo, quien se encuentra en su segundo reinado. El Hijo del Vikingo ganó el campeonato tras derrotar al ex campeón El Patrón Alberto el 31 de mayo de 2025 en la gira Alianzas Triple AAA.
El Hijo del Vikingo registra hasta el 17 de agosto de 2025 las siguientes defensas televisadas:
1. vs. Chad Gable (7 de junio de 2025, Worlds Collide)
2. vs. El Patrón Alberto (15 de junio de 2025, Triplemanía Regia III)
3. vs. Dominik Mysterio vs. Dragon Lee vs. El Grande Americano (16 de agosto de 2025, Triplemanía XXXIII)

### Lista de campeones
| N.º | Campeón             | Lucha                    | Lucha                               | Lucha                            | Estadísticas | Estadísticas | Estadísticas      | Notas y referencias |
| N.º | Campeón             | Fecha                    | Evento                              | Ubicación                        | Reinado      | Días         | Defensas exitosas | Notas y referencias |
| --- | ------------------- | ------------------------ | ----------------------------------- | -------------------------------- | ------------ | ------------ | ----------------- | --- |
| 1   | El Mesías           | 16 de septiembre de 2007 | Verano de Escándalo                 | Guadalajara, Jalisco             | 1            | 182          | 1                 | Derrotó a Chessman en la final de un torneo. |
| 2   | Cibernético         | 16 de marzo de 2008      | Rey de Reyes                        | Monterrey, Nuevo León            | 1            | 222          | 3                 | [ 2 ] |
| —   | Vacante             | 24 de octubre de 2008    | Homenaje a Antonio Peña             | Veracruz, Veracruz               | —            | —            | —                 | Debido a que Cibernético se fue de la empresa después de que Konnan tomó cargo de la AAA. |
| 3   | El Mesías           | 6 de diciembre de 2008   | Guerra de Titanes                   | Orizaba, Veracruz                | 2            | 189          | 1                 | Derrotó a El Zorro en un Ladder Match por el campeonato vacante. |
| 4   | Dr. Wagner Jr.      | 13 de junio de 2009      | Triplemanía XVII                    | Ciudad de México                 | 1            | 181          | 3                 | [ 4 ] |
| 5   | El Mesías           | 11 de diciembre de 2009  | Guerra de Titanes                   | Ciudad Madero, Tamaulipas        | 3            | 91           | 0                 | [ 5 ] |
| 6   | Electroshock        | 12 de marzo de 2010      | Rey de Reyes                        | Querétaro, Querétaro             | 1            | 86           | 0                 | Derrotó a El Mesías y Mr. Anderson. |
| 7   | Dr. Wagner Jr.      | 5 de junio de 2010       | Triplemanía XVIII                   | Ciudad de México                 | 2            | 182          | 2                 | [ 7 ] |
| 8   | El Zorro            | 5 de diciembre de 2010   | Guerra de Titanes                   | Zapopan, Jalisco                 | 1            | 195          | 1                 | [ 8 ] |
| 9   | Jeff Jarrett        | 18 de junio de 2011      | Triplemanía XIX                     | Ciudad de México                 | 1            | 274          | 1                 | El 18 de junio de 2011, el título se renombró como Mexican Heavyweight Championship durante las grabaciones de Impact Wrestling. |
| 10  | El Mesías           | 18 de marzo de 2012      | Rey de Reyes                        | Zapopan, Jalisco                 | 4            | 259          | 1                 | [ 10 ] |
| 11  | El Texano Jr.       | 2 de diciembre de 2012   | Guerra de Titanes                   | Zapopan, Jalisco                 | 1            | 735          | 10                | [ 11 ] |
| 12  | El Patrón Alberto   | 7 de diciembre de 2014   | Guerra de Titanes                   | Zapopan, Jalisco                 | 1            | 337          | 3                 | [ 12 ] |
| —   | Vacante             | 9 de noviembre de 2015   | —                                   | —                                | —            | —            | —                 | Debido a que Alberto no pudo volver a defenderlo después de firmar con la WWE. |
| 13  | El Texano Jr.       | 23 de marzo de 2016      | Rey de Reyes                        | San Luis Potosí, San Luis Potosí | 2            | 362          | 3                 | Derrotó a El Mesías en la final de un torneo. |
| 14  | Johnny Mundo        | 19 de marzo de 2017      | Rey de Reyes                        | Monterrey, Nuevo León            | 1            | 313          | 4                 | Derrotó a Texano y El Hijo del Fantasma donde el Campeonato Latinoamericano de AAA y Campeonato Mundial de Peso Crucero de AAA estuvieron también en juego por orden del Vampiro. El 4 de junio de 2017, el título se renombró como Tricampeonato de AAA (junto con el Latinoamericano y Crucero) hasta su existencia del 1 de octubre de 2017. |
| 15  | Rey Wagner          | 26 de enero de 2018      | Guerra de Titanes                   | Ciudad de México                 | 3            | 128          | 3                 | Vampiro fue el árbitro especial. Antes conocido como Dr. Wagner Jr. |
| 16  | Jeff Jarrett        | 3 de junio de 2018       | Verano de Escándalo                 | Monterrey, Nuevo León            | 2            | 83           | 0                 | Derrotó a Rey Wagner y Rey Mysterio Jr. Éste es el reinado más corto de la historia del campeonato. |
| 17  | Fénix               | 25 de agosto de 2018     | Triplemanía XXVI                    | Ciudad de México                 | 1            | 420          | 2                 | Derrotó a Jeff Jarrett, Brian Cage y Rich Swann. |
| 18  | Kenny Omega         | 19 de octubre de 2019    | Héroes Inmortales XIII              | Orizaba, Veracruz                | 1            | 765          | 5                 | [ 18 ] |
| —   | Vacante             | 22 de noviembre de 2021  | —                                   | —                                | —            | —            | —                 | Debido a una serie de lesiones de Omega. |
| 19  | El Hijo del Vikingo | 4 de diciembre de 2021   | Triplemanía Regia II                | Monterrey, Nuevo León            | 1            | 833          | 23                | Derrotó a Bandido, Bobby Fish, Jay Lethal y Samuray del Sol por el título vacante. Este es el reinado más largo de la historia del campeonato. |
| —   | Vacante             | 16 de marzo de 2024      | —                                   | —                                | —            | —            | —                 | Debido una lesión en la pierna del Vikingo. |
| 20  | Nic Nemeth          | 27 de abril de 2024      | Triplemanía XXXII: Monterrey        | Monterrey, Nuevo León            | 1            | 112          | 0                 | Derrotó a El Patrón Alberto por el campeonato vacante. |
| 21  | El Patrón Alberto   | 17 de agosto de 2024     | Triplemanía XXXII: Ciudad de México | Ciudad de México                 | 2            | 287          | 7                 | [ 21 ] |
| 22  | El Hijo del Vikingo | 31 de mayo de 2025       | AAA Gira Alianzas                   | Ciudad de México                 | 2            | 78+          | 2                 | [ 22 ] |

### Total de días con el título
La siguiente lista muestra el total de días que un luchador ha poseído el campeonato si se suman todos los reinados que posee. Actualizado a la fecha del 17 de agosto de 2025.

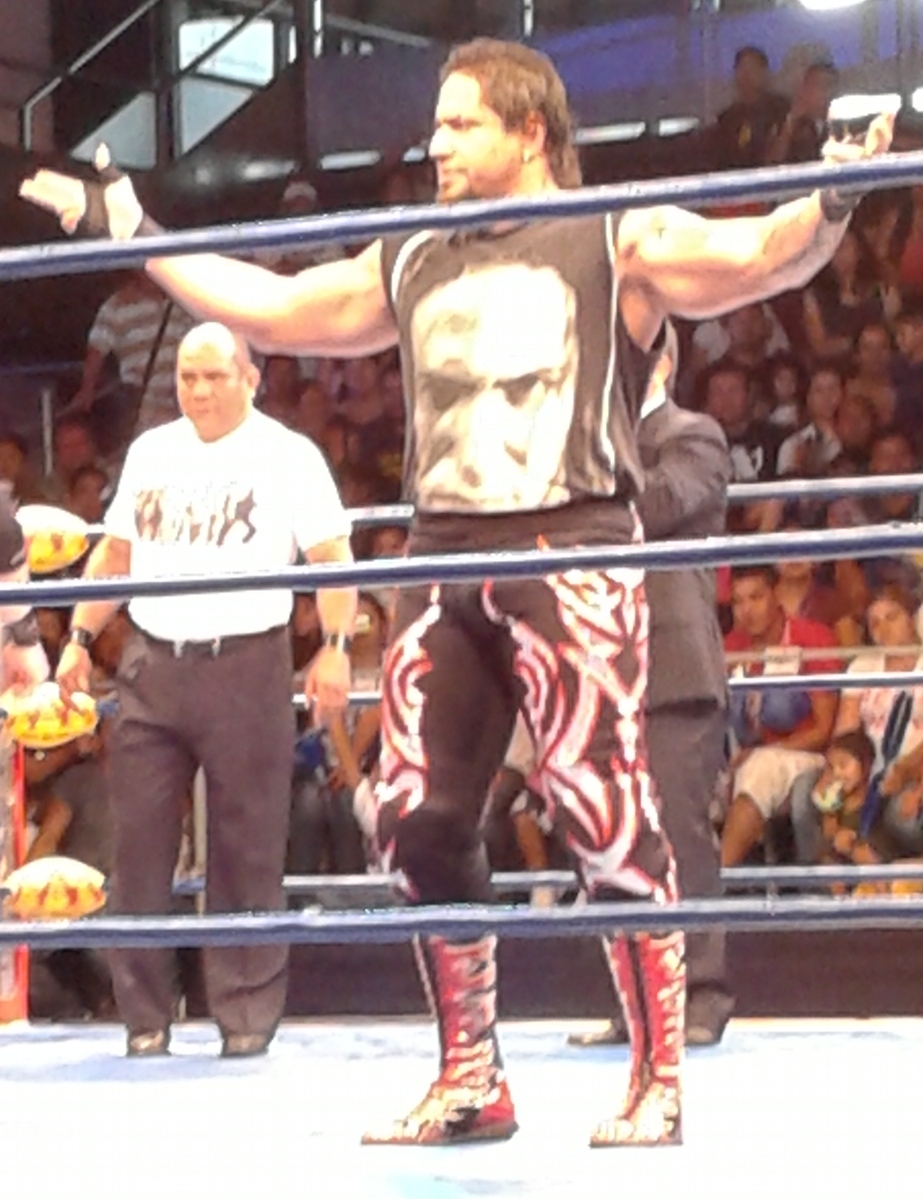
Récord de 4 veces campeón e inaugural El Mesías.

| + | Indica el campeón actual |

| N.º | Campeón                   | Reinados | Núm. defensas | Total de días |
| --- | ------------------------- | -------- | ------------- | ------------- |
| 1   | El Texano Jr.             | 2        | 13            | 1097          |
| 2   | El Hijo del Vikingo       | 2        | 26            | 911+          |
| 3   | Kenny Omega               | 1        | 5             | 765           |
| 4   | El Mesías                 | 4        | 3             | 721           |
| 5   | El Patrón Alberto         | 2        | 7             | 624           |
| 6   | Dr. Wagner Jr./Rey Wagner | 3        | 8             | 491           |
| 7   | Fénix                     | 1        | 2             | 420           |
| 8   | Jeff Jarrett              | 2        | 1             | 357           |
| 9   | Johnny Mundo              | 1        | 4             | 313           |
| 10  | Cibernético               | 1        | 3             | 222           |
| 11  | El Zorro                  | 1        | 1             | 195           |
| 12  | Nic Nemeth                | 1        | 0             | 112           |
| 13  | Electroshock              | 1        | 0             | 86            |

### Mayor cantidad de reinados
| Reinados | Luchador (es)                                                       |
| -------- | ------------------------------------------------------------------- |
| 4 veces  | El Mesías                                                           |
| 3 veces  | Dr. Wagner Jr./Rey Wagner                                           |
| 2 veces  | El Texano Jr., Jeff Jarrett, El Patrón Alberto, El Hijo del Vikingo |